# Barnowo (stacja kolejowa)
Barnowo – stacja kolejowa w Barnowie, gmina Kołczygłowy, w powiecie bytowskim, województwo pomorskie.
Przez stację przechodzi odcinek linii kolejowej nr 212 Bytów – Korzybie. Obecnie do Barnowa pociągi nie docierają.